# 三星Galaxy Ace
Samsung Galaxy Ace，是一款由三星電子推出的Android智能手机，于2011年2月推出。在部分地区发行时，它称为Samsung Galaxy Cooper。Samsung Galaxy Ace在推出時，为一款面向中端市场的智能手机，它拥有高通的800 MHz MSM7227处理器，并带有Adreno 200的GPU。三星提供了三种不同颜色供用户选择，分别是黑色、紫色和白色。

## 技术性能
Galaxy Ace是一款3G智能手机，提供四频GSM，并以7.2 Mbit / s的速度推出双频HSDPA（900/2100）。该显示器是3.5英寸TFT LCD电容触摸屏，屏幕玻璃保护性能较好，并具有HVGA（320x480）分辨率。还有一个500万像素的LED闪光灯相机，可以通过Gingerbread更新录制QVGA（320x240）分辨率和VGA（640x480）分辨率的视频，以及一个1350 mAh的锂离子电池。

### 镜头和錄像功能

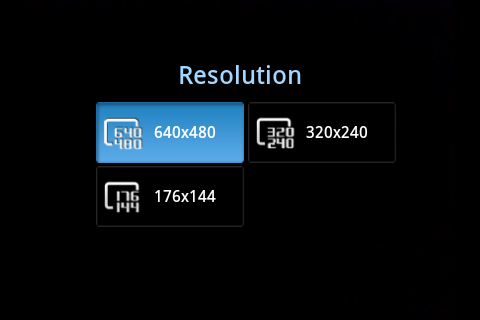
GT-S5830：640 × 480 px, 24 Hz
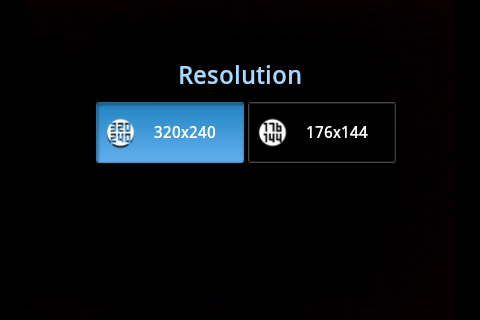
GT-S5830i：320 × 240 px, 20 Hz

三星Galaxy Ace拥有500万像素的自动对焦相机，分辨率为2560 x 1920像素。它具有LED闪光灯以及相机用于低光场景。它还具有脸部和微笑检测功能和地理标记性能，但没有快门键。对比度和亮度可以通过屏幕菜单进行调整。它还可以进行两次相机变焦。

### GPU和游戏性能
Galaxy Ace仅配置Adreno 200 GPU以及屏幕分辨率较低的低性能处理器，因而无法运行高清游戏。然而，第三方开发商可以将一些游戏移植到Galaxy Ace上。与GT-S5830i相似，该设备使用VideoCore IV系统，可能会引入一些改进的特性。 不过，由于Broadcom和三星都没有共享源代码，因此游戏往往存在重大问题，即以原始模式工作的3D游戏可能与GT-S5830i不兼容。移植到ARM6的游戏和应用程序则可以在这款手机上工作。

## 发售历史

### 版本迭代
2012年1月，三星发布了这款手机的后继型Galaxy Ace Plus（GT-S7500[L/T/W]），它采用800MHz单核处理器，还包括GUI和TouchWiz 4.0界面升级。此后，于2012年5月再次发行了Galaxy Ace 2型手机。。然后，在2013年1月发行了Galaxy Ace 3，最后在2014年8月公布了它的最新改型Galaxy Ace 4。

### 固件升级
2011年8月31日开始，Samsung Galaxy Ace可以升级到Android 2.3.4操作系统。
升级计划覆盖了多个国家和地区，第一批升级的为亚洲和欧洲。但是部分定制机型则需要通过运营商进行升级。
在硬件条件许可的情况下，S5830i的Android固件可以在S5839i上刷机。但这一刷机包不能运用在S5830上。